# Гильом III (граф Бургундии)
Гильом (Вильгельм) III Дитя (фр. Guillaume III l'Enfant; ок. 1110 — 1 марта 1127, Пейерн, современная Швейцария), пфальцграф Бургундии и граф Макона с 1125, сын Гильома II Немца, пфальцграфа Бургундии, и Агнесс фон Церинген, дочери герцога Бертольда II фон Церинген.

## Биография
В момент гибели отца, убитого в результате заговора баронов, Гильом был ещё подростком. В результате Гильом Дитя унаследовал графства Бургундия и Макон. Но через два года он сам был убит в церкви города Пейерн (современная Швейцария) в результате заговора баронов, возглавляемым Пьером и Филиппом де Глан.
Это убийство вызвало затяжной конфликт между двоюродным братом Гильома, графом Макона и Вьена Рено III, и Конрадом фон Церинген, братом матери Гильома, которые предъявили претензии на наследство Гильома.